# Petrivka, Verhnodniprovsk
Petrivka (în ucraineană Петрівка) este un sat în comuna Malooleksandrivka din raionul Verhnodniprovsk, regiunea Dnipropetrovsk, Ucraina.

## Demografie
Componența lingvistică a localității Petrivka
     Ucraineană (97,18%)
     Rusă (2,82%)
Conform recensământului din 2001, majoritatea populației localității Petrivka era vorbitoare de ucraineană (97,18%), existând în minoritate și vorbitori de rusă (2,82%).